# Dubravka Matković-Čalogović

Dubravka Matković-Čalogović, hrvatska kemičarka. Članica suradnica HAZU od 2016. godine.

## Životopis
Redovita profesorica u trajnom zvanju Kemijskoga odsjeka Prirodoslovno-matematičkog fakulteta Sveučilišta u Zagrebu, predlaže se za članicu suradnicu HAZU. Stupanj doktora kemije stekla je pod mentorstvom akademika Drage Grdenića. Usavršavala se na sveučilištima u Padovi, Yorku (stipendija Kraljevskog društva) i Kansasu (Fulbrightova stipendija). Njezin znanstveni interes jest kristalografija malih molekula i proteina, bioanorganska kemija i kemija čvrstoga stanja. Osnovala je i vodi Grupu za proteinsku kristalografiju. Nositeljica je nekoliko kolegija diplomskog i doktorskog studija.Vodila je 60 diplomskih, jedan magistarski i pet doktorskih radova. Članica je domaćih i međunarodnih znanstvenih društava. Objavila je 140 radova (koji se navode u CC-u) citiranih 1.350 puta uz h-indeks = 17. Podnijela je 60 priopćenja na domaćim i 110 priopćenja na međunarodnim skupovima te 12 pozvanih predavanja na međunarodnim skupovima i u školama. Recenzentica je radova u nizu međunarodnih časopisa. Dobitnica je Nagrade HAZU za znanstvena postignuća. Članica je Matičnog povjerenstva za kemiju. Bila je glavna istraživačica nekoliko domaćih znanstvenih projekata te koordinatorica za Hrvatsku CEEPUS projekta Teaching and LearningBioanalysis. Vodi projekt EI Structure-function studies on different proteins related to diseases.